# 愛丁堡 (伊利諾伊州)
愛丁堡（英語：Edinburg）是位於美國伊利諾伊州克里斯蒂安縣的一個村落。

## 地理
愛丁堡的座標為39°28′28″N 89°23′23″W / 39.47444°N 89.38972°W，而該地最高點為海拔高度180米（即590英尺）。

## 人口
根據2010年美國人口普查的數據，愛丁堡的面積為1.62平方千米，當中陸地面積為1.62平方千米，而水域面積為0.00平方千米。當地共有人口1078人，而人口密度為每平方千米665人。